# 二氯二溴甲烷
二氯二溴甲烷是一种有机化合物，化学式为CBr2Cl2。它可由四氯化碳和三溴化铝的反应制得。它与烯烃以溴和二氯溴甲基发生加成反应。